# 羽田明
羽田 明（はねだ あきら、1910年3月6日 - 1989年12月27日）は、日本の歴史学者。研究分野はアジア史。京都大学名誉教授。父は東洋史学者の羽田亨。東京大学名誉教授羽田正の伯父にあたる。

## 経歴
1910年、京都市生まれ。第三高等学校を経て東京帝国大学文学部東洋史学科で学び、1934年に卒業した。1936年9月より2か年にわたりフランス政府招聘留学生としてパリ大学に留学する。
帰国翌年1939年1月より東亜研究所嘱託員となり、中央アジア近世史に着手する。
1940年3月より母校である第三高等学校の講師となり、翌年に同校教授、1949年京都大学教養部教授となり、東洋史学を講じた。1962年に学位論文『中央アジア史研究(近世篇)』を京都大学に提出し、文学博士号を取得。1967年6月より同大学教養部長をつとめる（1969年4月まで）。1970年4月、同大学文学部に転じ、新設の西南アジア史学講座の初代主任教授となった。1973年に京都大学を定年退官し、名誉教授の称号を受ける。
翌年1974年4月より四天王寺女子大学教授となり（1982年3月まで）、1978年3月より10月まで同大学学長をつとめる。1979年日仏会館理事、1980年武田科学振興財団杏雨書屋（）2代目館長、1982年日本オリエント学会顧問、1983年日仏東洋学会名誉会長などを歴任する。
1989年、京都市内の病院内で肺炎により没す。

## 受賞・栄典
- 1967年 フランス政府よりレジオン・ドヌール勲章（シュヴァリエ級）受賞[4]
- 1974年 フランス政府文部省より学術功労賞受賞[4]
- 1982年 勲三等旭日中綬章受勲[11][12]。

## 著作

### 著書
- 『中央アジア史研究』臨川書店 1982[13][14]

### 共著
- 『中学社会科世界史』豊田尭 文英堂 1954
- 『新講座地理と世界の歴史 第7-8巻 アジア篇』日比野丈夫・西村睦男共編 雄渾社 1956
- 『文英堂精説世界史』豊田尭,会田雄次共著 文英堂 1964
- 『世界歴史 第4巻 東アジア世界』日比野丈夫共編 人文書院 1965
- 『世界歴史 第3巻 オリエント・地中海世界 第2』会田雄次共編 人文書院 1966
- 『西域』河出書房新社〈世界の歴史 10〉1969 / 新装版1974 
  - 『西域』新版 河出文庫〈世界の歴史 10〉1989 - 共著者：山田信夫・間野英二・小谷仲男

### 翻訳
- 訳註担当「瓦剌伝 (明史)」『騎馬民族史 正史北狄伝 3』平凡社東洋文庫 1973
- トゥリシェン [15][16]『異域録：清朝使節のロシア旅行報告』羽田明編訳・今西春秋訳注 平凡社東洋文庫 1985